# Cernay (Viena)
Cernay és un municipi francès situat al departament de la Viena i a la regió de la Nova Aquitània. L'any 2007 tenia 425 habitants.

## Demografia

### Població
El 2007 la població de fet de Cernay era de 425 persones. Hi havia 174 famílies de les quals 48 eren unipersonals (36 homes vivint sols i 12 dones vivint soles), 55 parelles sense fills, 59 parelles amb fills i 12 famílies monoparentals amb fills.
La població ha evolucionat segons el següent gràfic:
Habitants censats

### Habitatges
El 2007 hi havia 199 habitatges, 179 eren l'habitatge principal de la família, 9 eren segones residències i 11 estaven desocupats. Tots els 199 habitatges eren cases. Dels 179 habitatges principals, 161 estaven ocupats pels seus propietaris, 17 estaven llogats i ocupats pels llogaters i 1 estava cedit a títol gratuït; 1 tenia una cambra, 15 en tenien dues, 22 en tenien tres, 51 en tenien quatre i 90 en tenien cinc o més. 143 habitatges disposaven pel capbaix d'una plaça de pàrquing. A 70 habitatges hi havia un automòbil i a 94 n'hi havia dos o més.

### Piràmide de població
La piràmide de població per edats i sexe el 2009 era:
| Homes | Edats   | Dones |
| ----- | ------- | ----- |
| 0     | 95 o +  | 0     |
| 0     | 90 a 94 | 0     |
| 4     | 85 a 89 | 0     |
| 0     | 80 a 84 | 8     |
| 20    | 75 a 79 | 0     |
| 4     | 70 a 74 | 16    |
| 16    | 65 a 69 | 8     |
| 12    | 60 a 64 | 16    |
| 16    | 55 a 59 | 12    |
| 16    | 50 a 54 | 16    |
| 16    | 45 a 49 | 20    |
| 4     | 40 a 44 | 8     |
| 12    | 35 a 39 | 8     |
| 12    | 30 a 34 | 16    |
| 4     | 25 a 29 | 8     |
| 4     | 20 a 24 | 4     |
| 12    | 15 a 19 | 0     |
| 20    | 10 a 14 | 4     |
| 28    | 5 a 9   | 8     |
| 8     | 0 a 4   | 12    |

## Economia
El 2007 la població en edat de treballar era de 257 persones, 190 eren actives i 67 eren inactives. De les 190 persones actives 176 estaven ocupades (96 homes i 80 dones) i 14 estaven aturades (7 homes i 7 dones). De les 67 persones inactives 28 estaven jubilades, 17 estaven estudiant i 22 estaven classificades com a «altres inactius».

### Ingressos
El 2009 a Cernay hi havia 181 unitats fiscals que integraven 442,5 persones, la mediana anual d'ingressos fiscals per persona era de 16.374 €.

### Activitats econòmiques
Dels 5 establiments que hi havia el 2007, 1 era d'una empresa alimentària, 3 d'empreses de construcció i 1 d'una empresa de serveis.
Dels 3 establiments de servei als particulars que hi havia el 2009, 1 era un paleta, 1 guixaire pintor i 1 electricista.
L'any 2000 a Cernay hi havia 4 explotacions agrícoles.

## Poblacions més properes
El següent diagrama mostra les poblacions més properes.